# Pedro Vaz

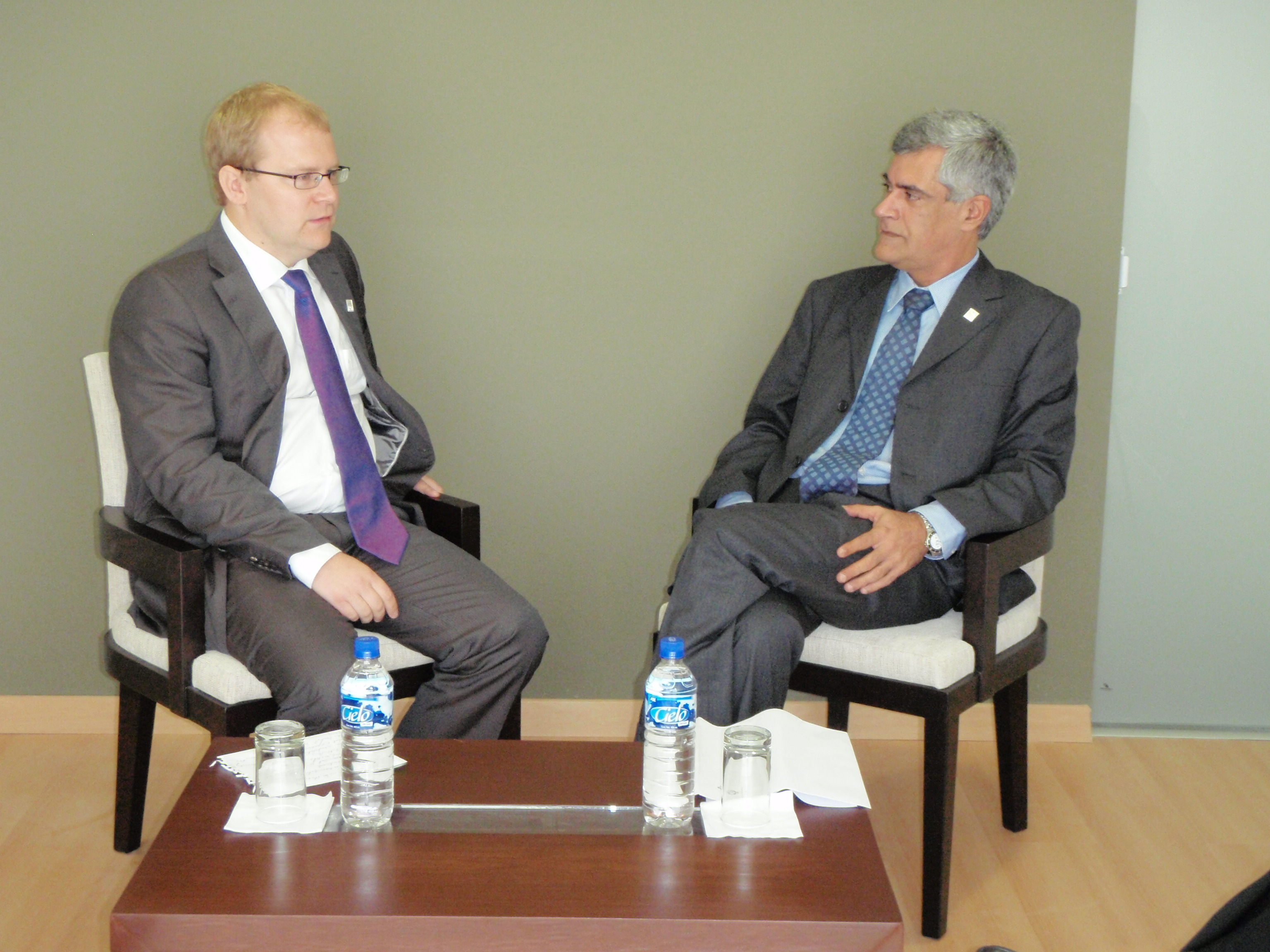
Pedro Vaz (rechts) mit Urmas Paet.

Pedro Humberto Vaz Ramela (* 2. Dezember 1963 in Rocha, Uruguay; † 6. Dezember 2012 in Santiago, Chile) war ein Diplomat und Politiker aus Uruguay.

## Biografie
Nach dem Schulbesuch studierte er Rechts- und Sozialwissenschaften an der Universidad de la República und beendete beide Studiengänge mit der Promotion zum Doktor. Nach Abschluss des Studiums war er von 1987 bis 1989 als Rechtsanwalt sowie zugleich von 1988 bis 1989 als Dozent für die Französische Sprache an Sekundarschulen. 
1989 tritt er als Anwärter in den Diplomatischen Dienst und wird nach Beendigung des Kurses 1990 als Dritter Sekretär im Auswärtigen Dienst angestellt. Nach Tätigkeiten als Sekretär in der Regionaldirektion für Osteuropa und in der Direktion für Staats- und Völkerrechtliche Verträge wird er zunächst Sekretär und anschließend Botschaftsrat an der Botschaft in Mexiko. Danach erfolgt seine Ernennung zum Rat an der Ständigen Vertretung bei den Internationalen Organisationen in Genf. In dieser Funktion war er zuständig für Wirtschaft und Handel.
Nach seiner Rückkehr nach Uruguay wird er zuerst Direktor für bilaterale Wirtschaftsbeziehung und im Anschluss Stellvertretender Generaldirektor in der Generaldirektion für Auswärtige und Internationale Wirtschaftsbeziehungen. Am 13. Mai 2005 erfolgte seine Berufung zum Botschafter in Brasilien. Von März 2008 bis August 2009 war er Unterstaatssekretär (Vizeminister) von Außenminister Gonzalo Fernández.
Präsident Tabaré Vázquez ernannte ihn schließlich am 31. August 2009 nach dem Rücktritt von Gonzalo Fernández zum Minister für Auswärtige Beziehungen. Dieses Amt hatte er vom 1. September 2009 bis 28. Februar 2010 inne. Pedro Vaz war Mitglied der Partido Socialista del Uruguay, die Teil des Regierungsbündnisses Frente Amplio ist.
Im Jahre 2010 wurde er von Präsident José Mujica zum Botschafter seines Landes in Chile eingesetzt. Dort verstarb nach einem Herzinfarkt in seinem Haus in Santiago de Chile.